# Salsola seydelii
Salsola seydelii är en amarantväxtart som beskrevs av Viktor Petrovitj Botjantsev. Salsola seydelii ingår i släktet sodaörter, och familjen amarantväxter. Inga underarter finns listade i Catalogue of Life.